# Glauia
Glauia is een geslacht van rechtvleugeligen uit de familie Pamphagidae. De wetenschappelijke naam van dit geslacht is voor het eerst geldig gepubliceerd in 1912 door Bolívar.

## Soorten
Het geslacht Glauia omvat de volgende soorten:
- Glauia durieui Bolívar, 1878
- Glauia saharae Morales-Agacino & Descamps, 1968
- Glauia tricolor Morales-Agacino & Descamps, 1968